# Sept à la maison
Sept à la maison (7th Heaven) est une série télévisée américaine en 243 épisodes de 42 minutes, créée et produite par Brenda Hampton et diffusée entre le 26 août 1996 et le 8 mai 2006 sur The WB et entre le 25 septembre 2006 et le 13 mai 2007 sur The CW.
En Belgique, la RTBF a commencé à diffuser la série sous le nom Les Liens de la vie à partir de janvier 1999.
En France, la série change de nom pour Sept à la maison et est diffusée du 26 décembre 1999 au 13 décembre 2008 sur TF1 puis rediffusée en 2007-2008 et 2014 sur TV Breizh, du 21 février 2011 au 11 mars 2011 sur TMC (4.01 à 5.08), dès le 18 avril 2011 sur NT1, depuis le 28 octobre 2013 sur RTL9 (saisons 1 à 7) et à partir du 24 août 2015 sur AB1. La série a été aussi diffusée en Suisse sur TSR1 à partir du 5 avril 1998 et a également été rediffusée en Belgique sur AB3.
La série a fait ses débuts le 26 août 1996 sur The WB, où elle a été diffusée pendant dix saisons, ce qui en fait la plus longue série en cours d'exécution de l'histoire du réseau. Après l'arrêt de The WB et sa fusion avec UPN pour former The CW, la série a été diffusée sur le nouveau réseau le 25 septembre 2006, pour sa onzième et dernière saison, diffusant son dernier épisode le 13 mai 2007. 7 à la maison était la dernière série à être produite par Spelling Television (plus tard produite par CBS Paramount Network Television pour la onzième et dernière saison) avant qu'elle ne soit fermée et devienne une unité en nom uniquement des studios de télévision CBS.

## Synopsis
Cette série met en scène le pasteur Eric Camden et son épouse Annie qui élèvent leurs enfants dans la petite ville de Glen Oak en Californie. Matt, Mary, Lucy, Simon et Rosie sont respectivement âgés de 16, 14, 12, 10 et 5 ans au début de la série. Viendront plus tard des jumeaux, Samuel « Sam » et David. Le nombre 7 désigne alors dans un premier temps le nombre de membres dans la famille et ensuite le nombre d'enfants des Camden.
La série montre les difficultés et les avantages d'une famille nombreuse. Chaque épisode donne lieu à une réflexion sur la vie, ses épreuves, ses joies et sur l'aide que la religion peut apporter face à ces problèmes. Au cours des épisodes, les expériences de la vie servent de leçons de morale avec une référence forte à la religion. L'accent est mis sur l'évolution morale des personnages.

## Distribution

### Personnages principaux
Introduits dans la saison 1
- Stephen Collins (VF : Jean-Luc Kayser) : Eric Camden
- Catherine Hicks (VF : Francine Lainé) : Annie Jackson-Camden
- Mackenzie Rosman (VF : Kelly Marot) : Rosie Camden (Ruthie en anglais)
- Beverley Mitchell (VF : Sylvie Jacob) : Lucy Camden-Kinkirk
- Barry Watson (VF : Vincent Barazzoni) : Matt Camden (régulier saisons 1 à 6, invité saisons 7, 8 et 10, récurrent saison 9)
- David Gallagher (VF : Jim Redler (saisons 1 à 4), Hervé Grull (saison 5) puis Pascal Grull (saisons 6 à 10)) : Simon Camden (régulier saisons 1 à 7 puis 10, récurrent saisons 8 et 9)
- Jessica Biel (VF : Julie Turin) : Mary Camden Rivera (régulière saisons 1 à 6, invitée saisons 7, 8 et 10)
- Chaz Lamar Shepherd (en) (VF : Adrien Antoine) : John Hamilton (invité saisons 1 à 3, régulier saisons 4 et 5)

Introduits dans les saisons 3 à 6
- Lorenzo Brino (VF : Valentin Maupin) : Samuel « Sam » Camden (invité saisons 3 à 5, régulier saisons 6 à 11)
- Nikolas Brino (VF : Valentin Maupin) : David Camden (invité saisons 3 à 5, régulier saisons 6 à 11)
- Maureen Flannigan (VF : Caroline Lallau) : Shana Sullivan (récurrente saison 3, régulière saison 4, invitée saison 6)
- Adam LaVorgna (VF : Romain Redler) : Robbie Palmer (récurrent saison 4, régulier saisons 5 à 7)
- George Stults (VF : Olivier Jankovic) : Kevin Kinkirk (invité saison 6, régulier saisons 7 à 11)
- Geoff Stults (VF : Benoît Du Pac) : Ben Kinkirk (invité saisons 6, 9 et 11, régulier saison 7)

Introduits dans la saison 7
- Rachel Blanchard (VF : Dominique Vallée) : Roxanne Richardson (saisons 7 et 8)
- Jeremy London (VF : Antoine Doignon) : Chandler Hampton (saisons 7 et 8)
- Ashlee Simpson (VF : Naïké Fauveau) : Cecilia Smith (saisons 7 et 8)
- Scotty Leavenworth (VF : Natacha Gerritsen) : Peter Petrowski (invité saisons 7 puis 9 et 10, régulier saison 8)

Introduits dans les saisons 8 à 10
- Tyler Hoechlin (VF : Tony Marot) : Martin Brewer (saisons 8 à 11)
- Haylie Duff (VF : Catherine Desplaces) : Sandy Jameson (saisons 10 et 11)
- Sarah Thompson (VF : Laura Blanc) : Rose Taylor (invitée saison 9, régulière saison 10)
- Megan Henning (VF : Dorothée Pousséo) : Meredith Davies (invitée saison 9, régulière saison 10)
- Alyssa & Hannah Yadrick : Savannah Kinkirk

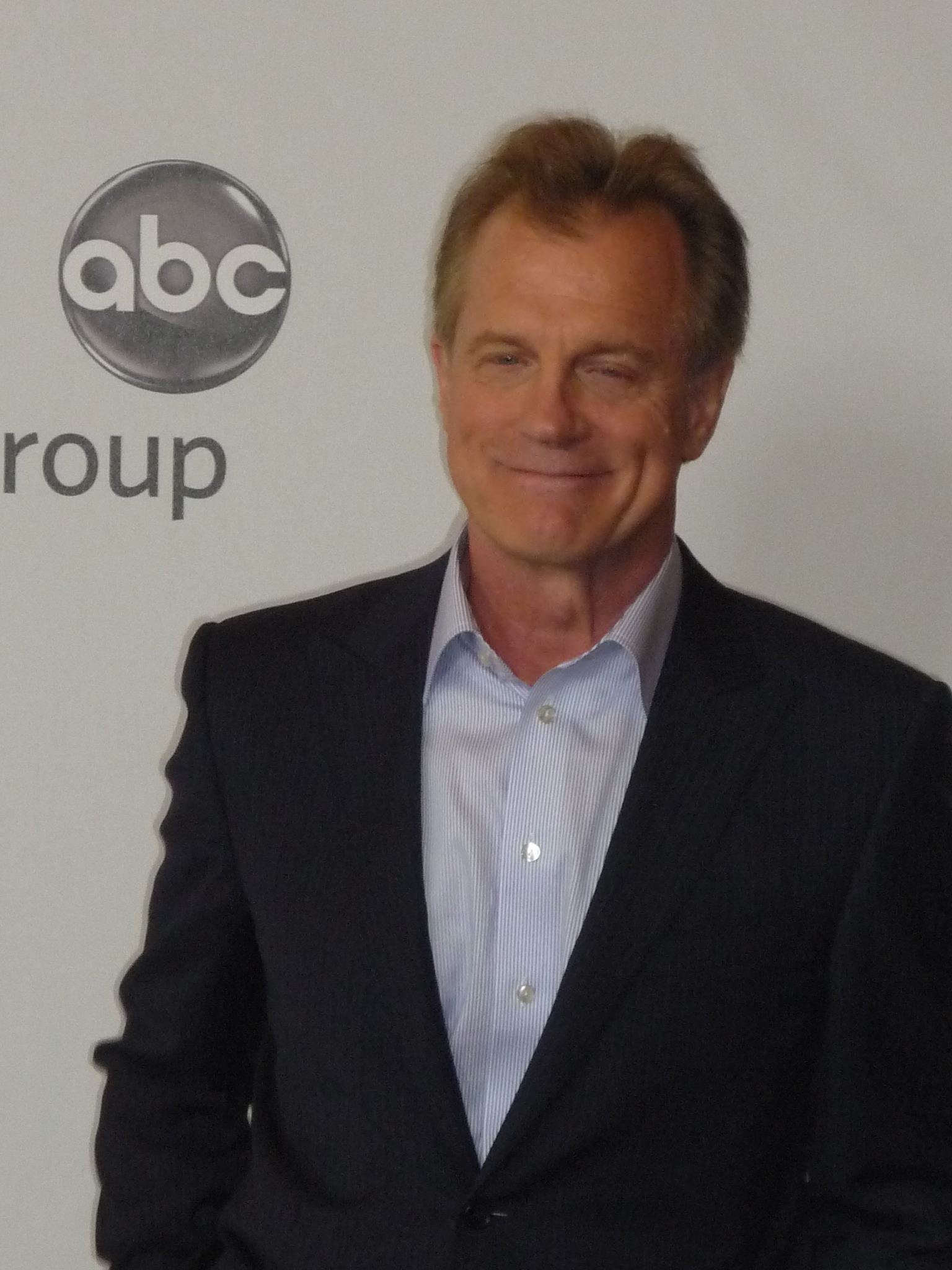
Stephen Collins
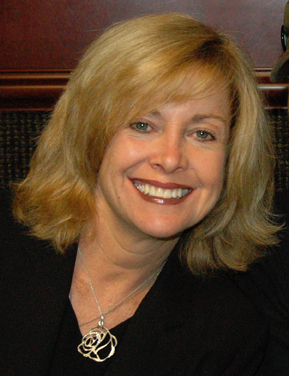
Catherine Hicks
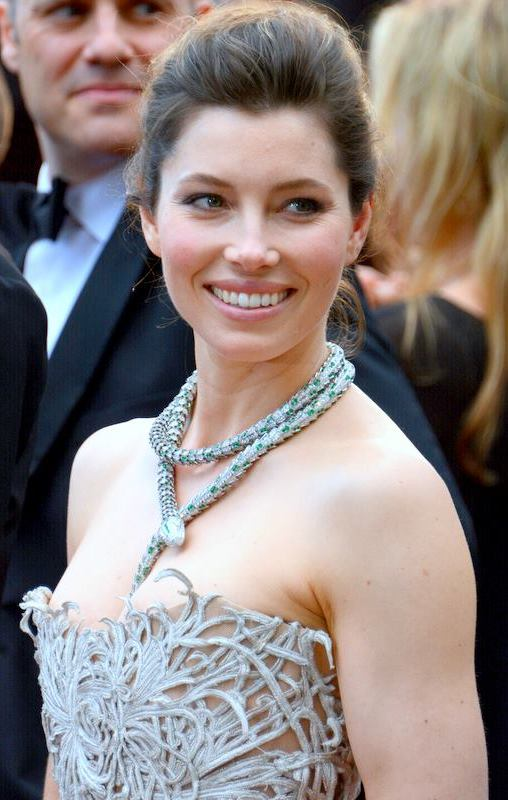
Jessica Biel
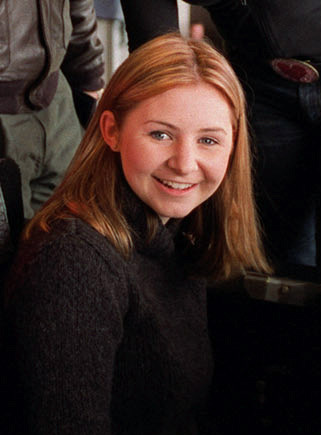
Beverley Mitchell
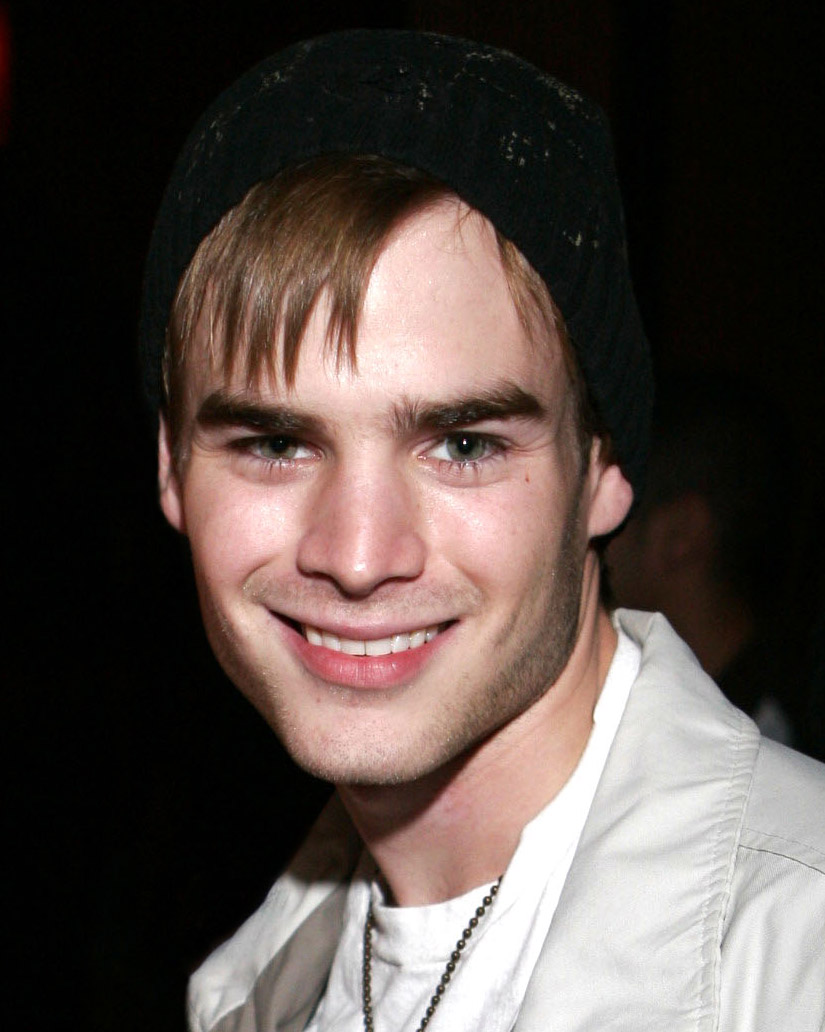
David Gallagher
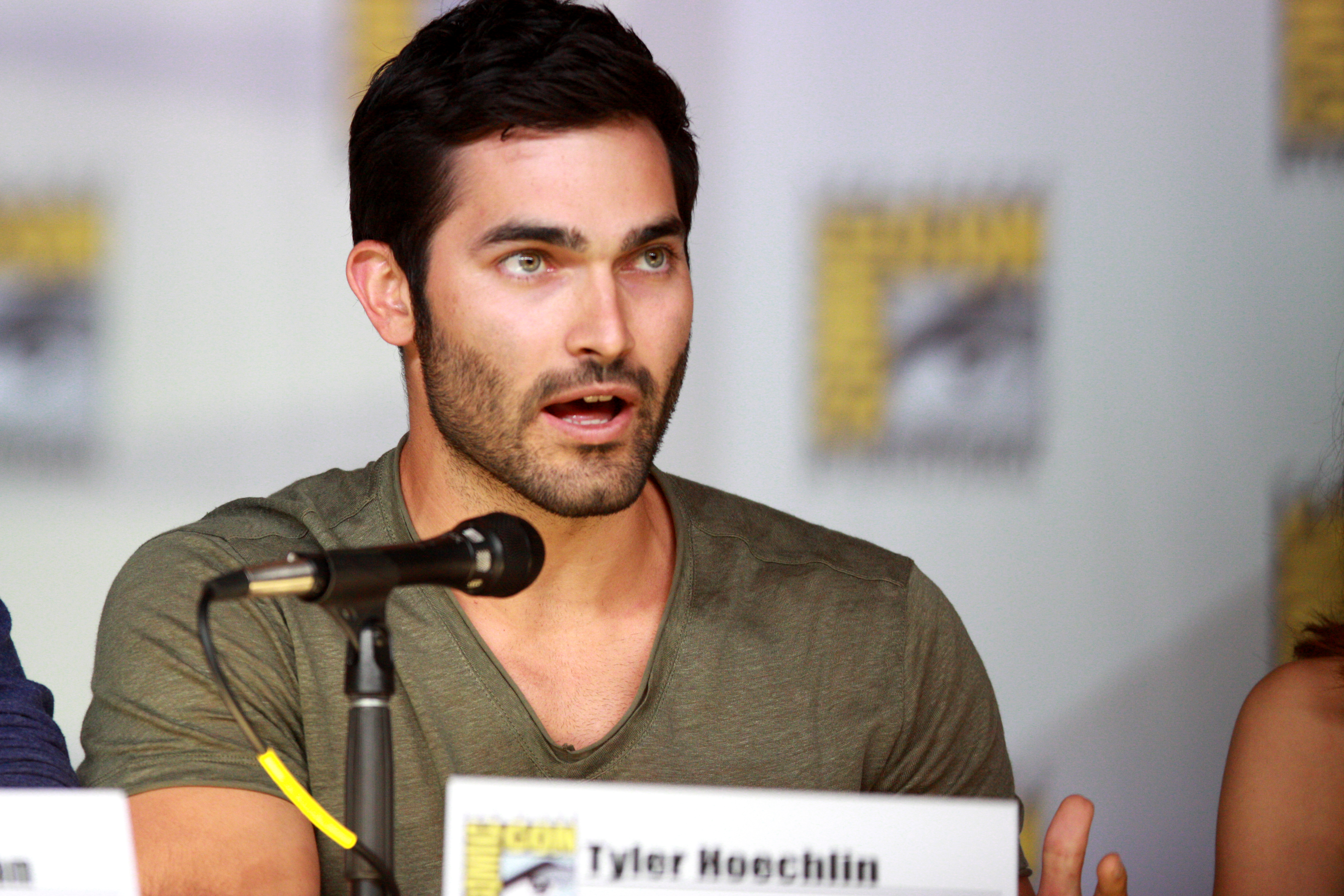
Tyler Hoechlin
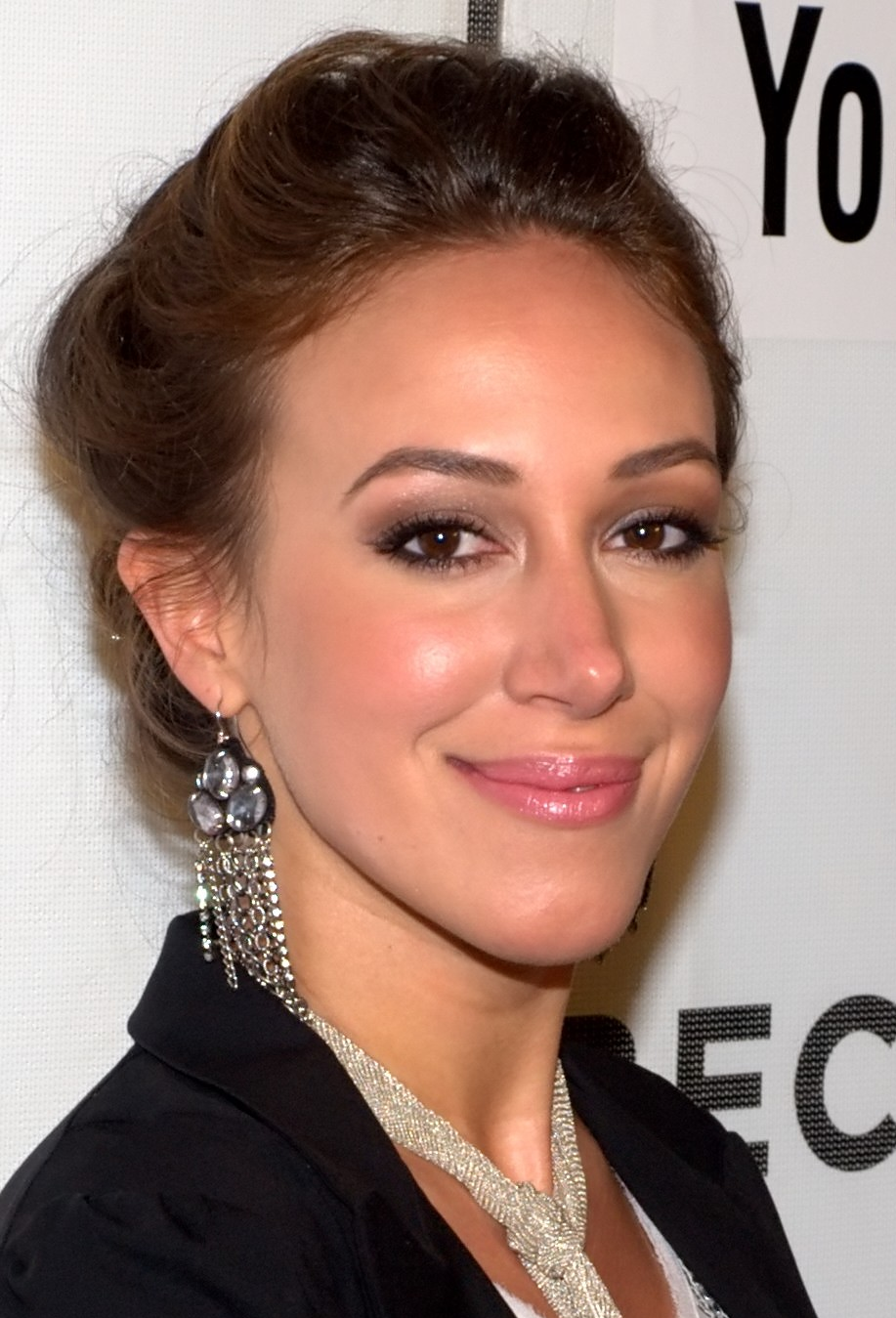
Haylie Duff
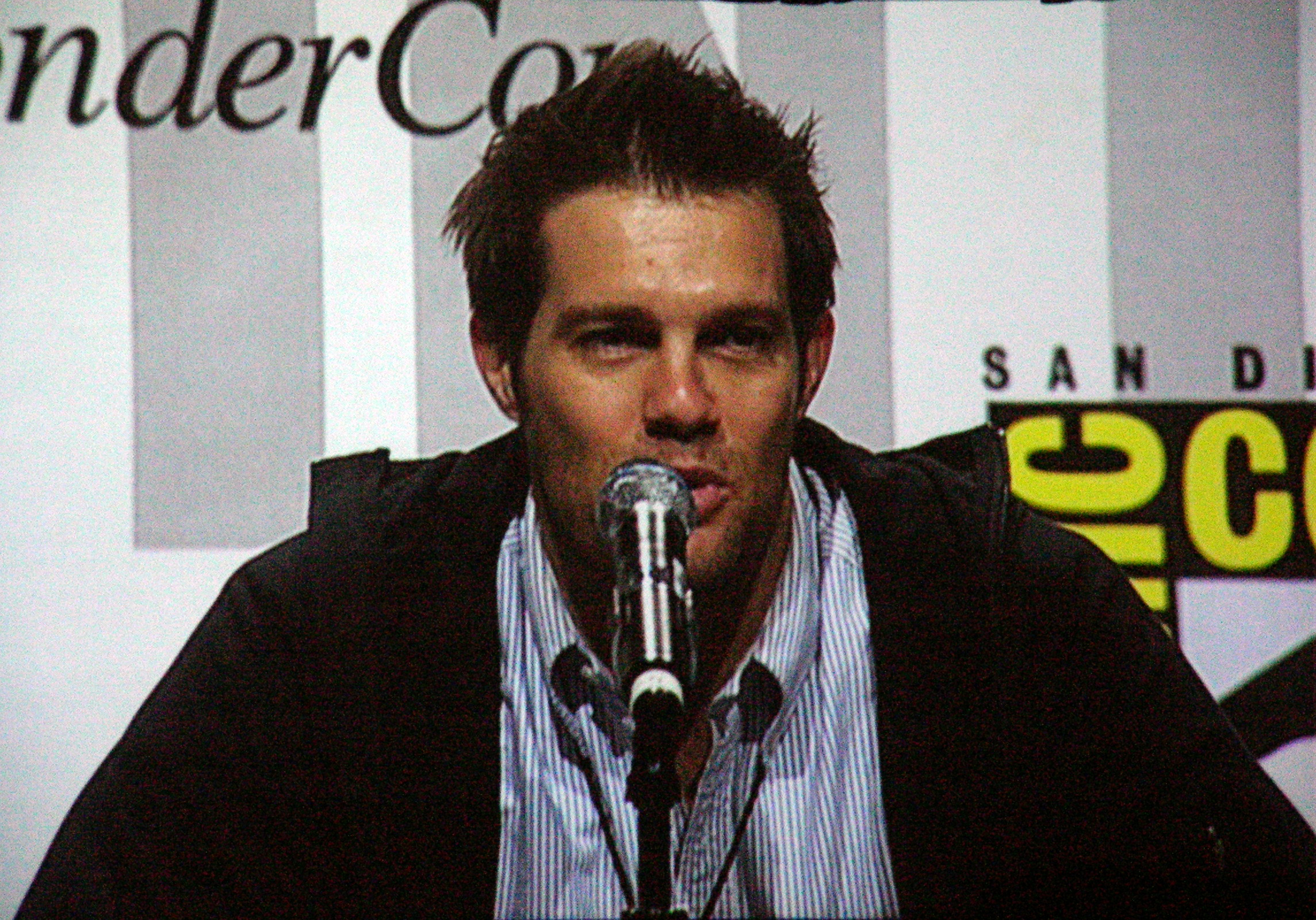
Geoff Stults
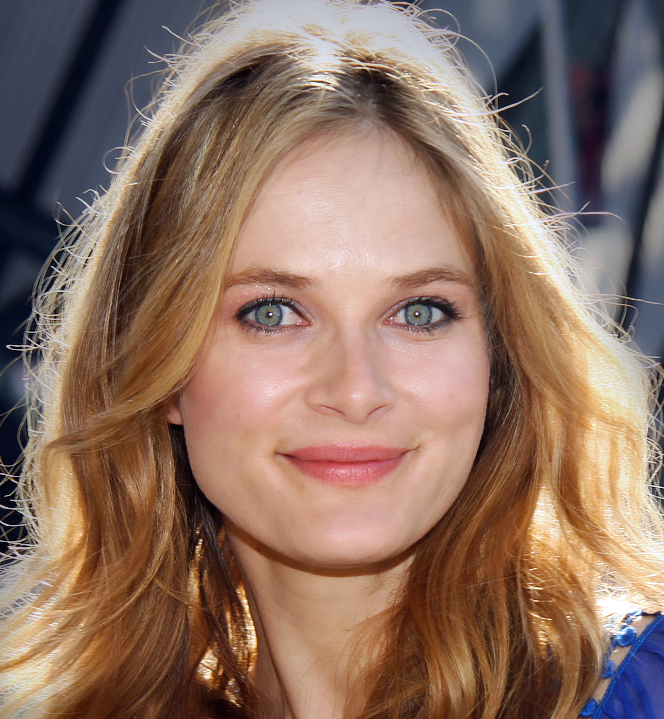
Rachel Blanchard
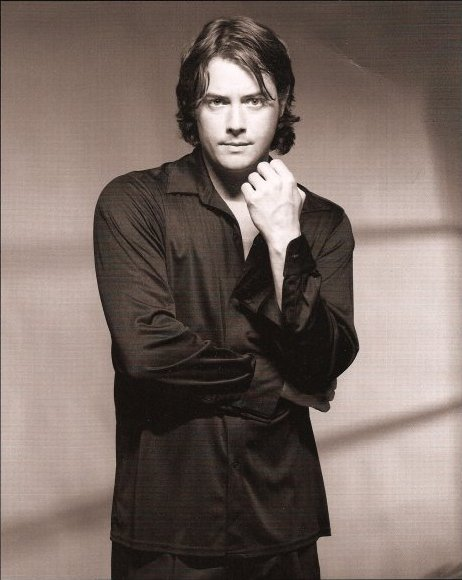
Jeremy London
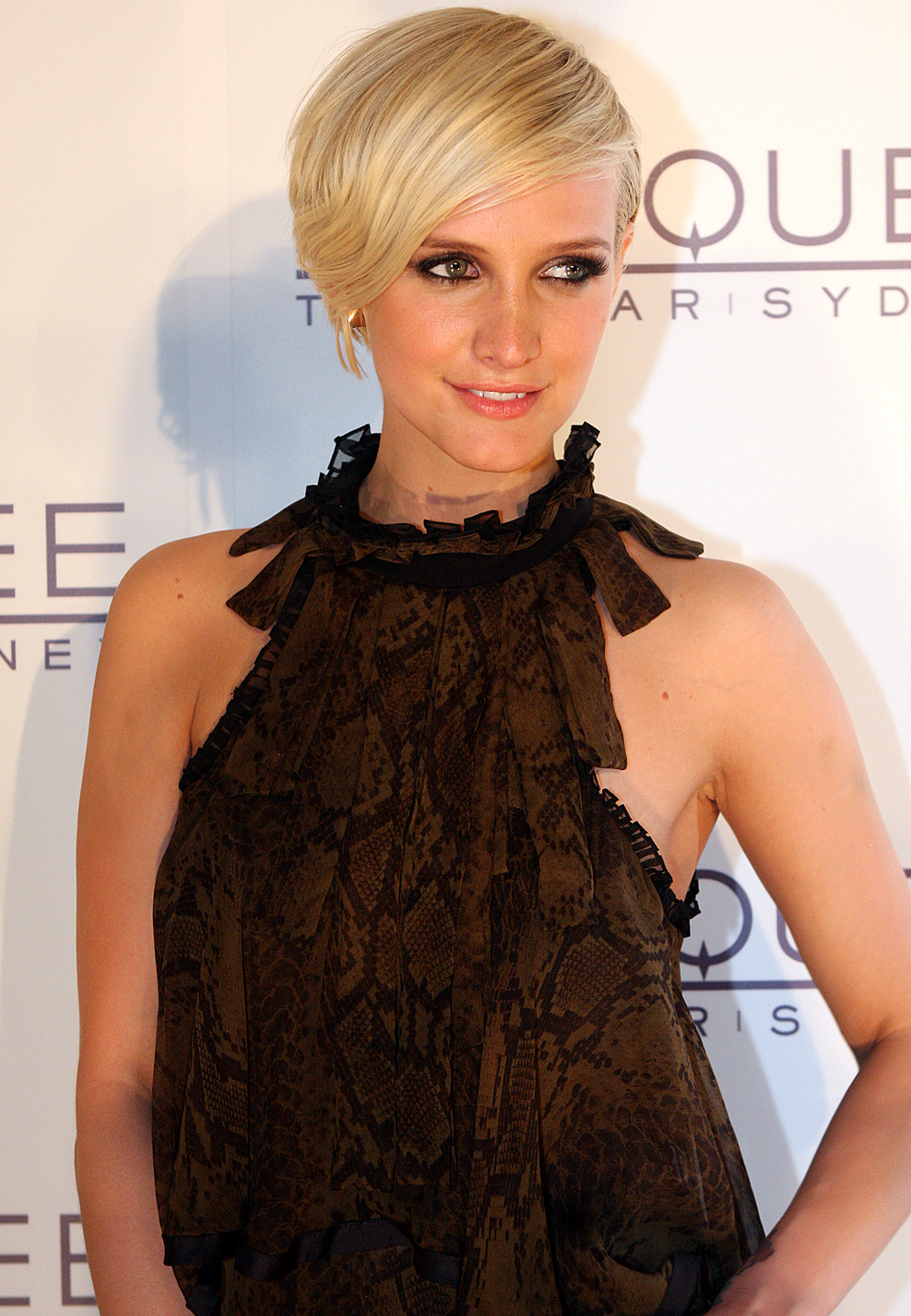
Ashlee Simpson

### Personnages secondaires

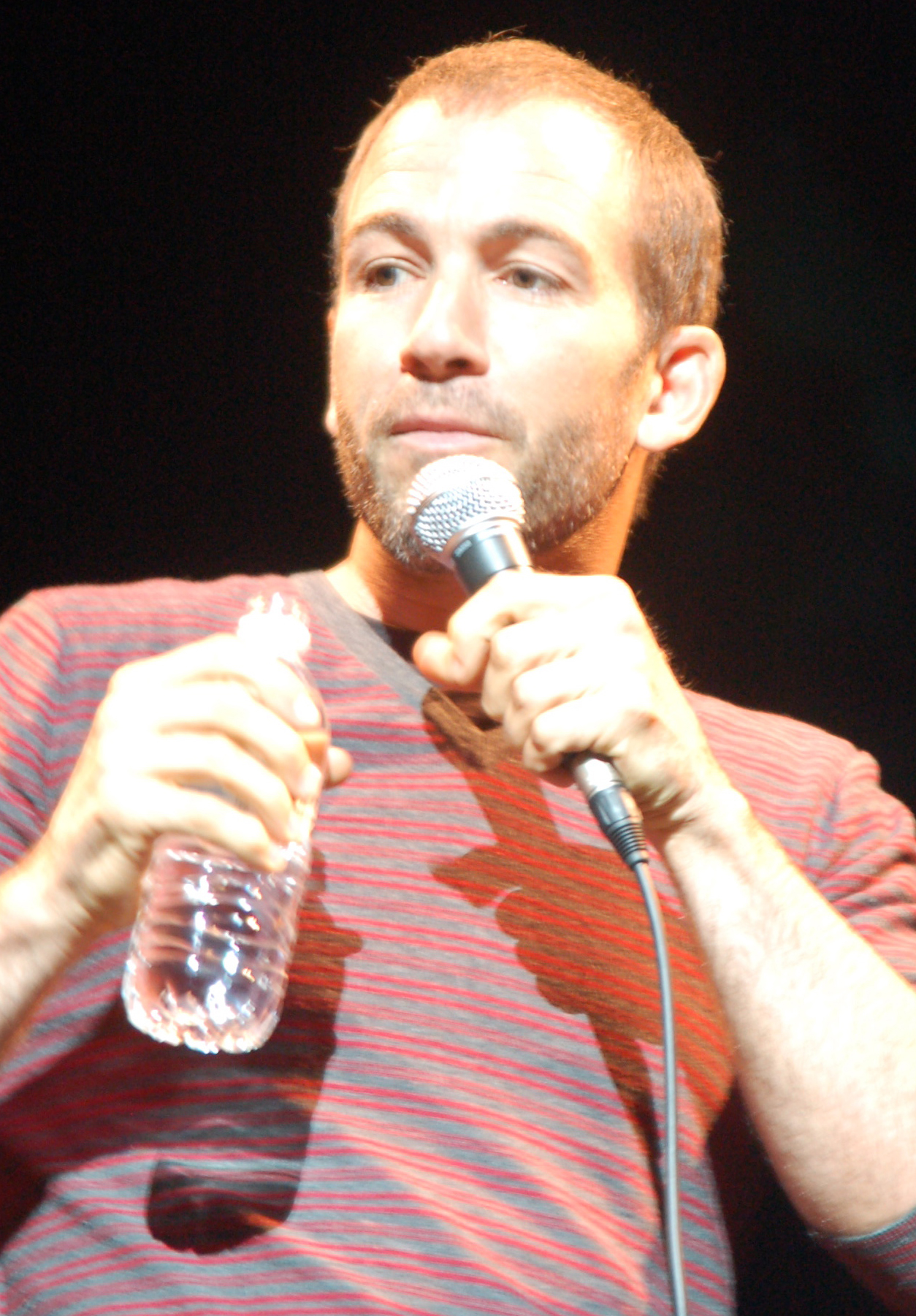
Bryan Callen
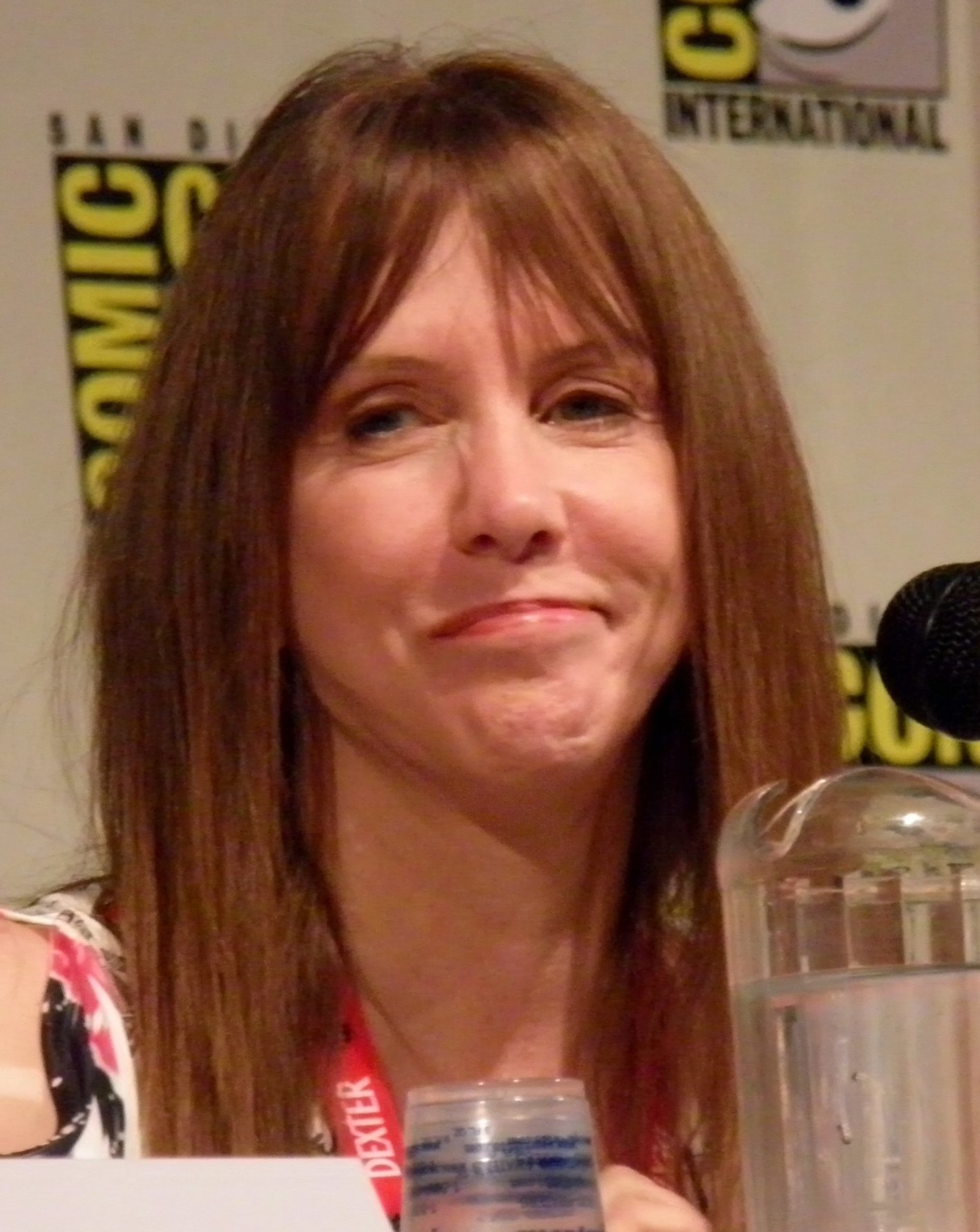
Laraine Newman

- Peter Graves (VF : Jean-Claude Michel (saisons 1-2) puis Marc Cassot (saisons 3 à 11)) : le colonel John Camden (invité - saisons 1 à 11)
- Deborah Raffin (VF : Brigitte Virtudes) : Julie Camden Hastings - sœur d'Eric et mère de Erica Hastings et d'un autre garçon avec Hank (récurrente - saisons 1 à 10)
- Ed Begley Jr. (VF : Jean-Pierre Leroux) : Hank Hastings - beau frère d'Eric et père de Erica Hastings et d'un autre fils eu avec Julie (récurrent - saisons 3 à 7)
- Christopher Michael (VF : Vincent Ribeiro) : le sergent puis capitaine Michaels (invité - saisons 1 à 11)
- Sarah Madison (VF : Michèle Lituac) : Dr Sarah Glass-Camden (récurrente saison 6, invitée saisons 7 à 10)
- Jane Lynch (VF : Marie-Christine Adam) : l'infirmière (saison 6)
- Graham Jarvis (VF : Michel Ruhl) : Charles Jackson (invité - saisons 1 à 7)
- Beverly Garland (VF : Liliane Patrick (saison 1) puis Claude Chantal (saisons 2 à 8)) : Ginger Jackson (invitée - saisons 1 à 4, 6 et 8)
- Eileen Brennan (VF : Michèle Bardollet) : Gladys Bink (invitée - saisons 1 à 10)
- Thomas Dekker (VF : Maël Davan-Soulas) : Vincent (saison 9)
- Kyle Searles (pt) (VF : Olivier Podesta) : Mac (invité - saisons 8 à 11)
- Bryan Callen (VF : Constantin Pappas) : George « Vick » Vickery (invité - saisons 8 à 10)
- Carlos Ponce (VF : François Pacôme) : Carlos Rivera (invité - saisons 3 puis 8 à 10)
- Andrew Keegan (VF : Paolo Domingo) : Wilson West (invité - saisons 2 à 7)
- Richard Lewis (VF : Roland Timsit) : Rabbin Richard Glass (invité - saisons 6 à 8)
- Laraine Newman (VF : Brigitte Morisan) : Rosina Glass (invitée - saisons 6 à 8)
- Nicole Chérie Saletta (VF : Marie-Eugénie Maréchal) : Deena Stewart (invitée - saisons 3 à 5)
- Barret Swatek (VF : Laëtitia Godès) : Cheryl (invitée - saisons 5 à 7)
- James Remar : James Carver (invité - saison 5, épisodes 21 et 22)
- Joy Enriquez : Joy Reyes (invitée - saison 6)
- Andrea Ferrell (VF : Malvina Germain) : Heather Cain
- Chyler Leigh (VF : Chloé Berthier) : Frankie (invitée - saison 5, épisodes 3 à 5)
- Keri Lynn Pratt : Betsy Brewer, tante de Martin Brewer (saison 8, épisode 14)

- Version française
  - Société de doublage : S.O.F.I.[2],[3].
  - Direction artistique : Antoine Nouel[2], Michel Bedetti[2], Blanche Ravalec[2],[3], Bernard Tiphaine[2] et Marc Bretonnière[2],[3]
  - Adaptation des dialogues : Marie Laroche, Esther Cuesta, Louis Garnier, Marie Desprez et Sophie Morizot[2]

 Source et légende : version française (VF) sur RS Doublage et Doublage Séries Database

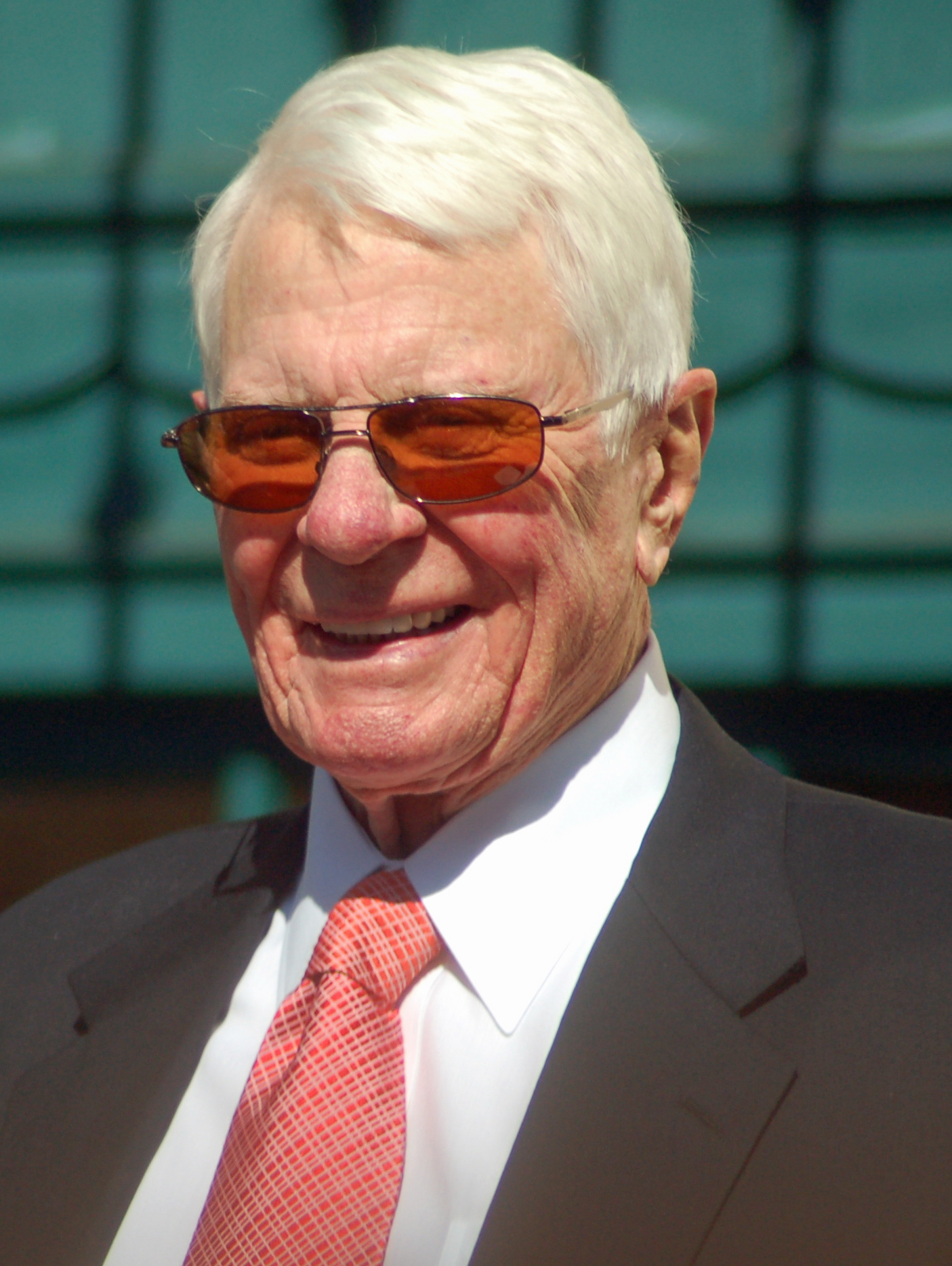
Peter Graves
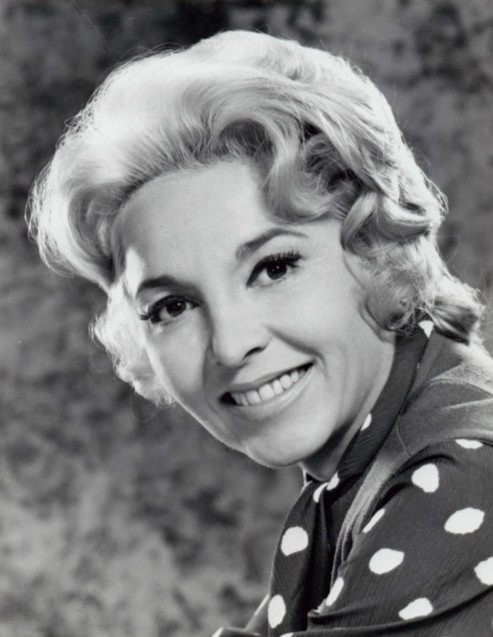
Beverly Garland
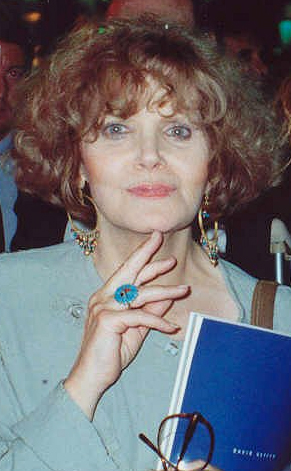
Eileen Brennan
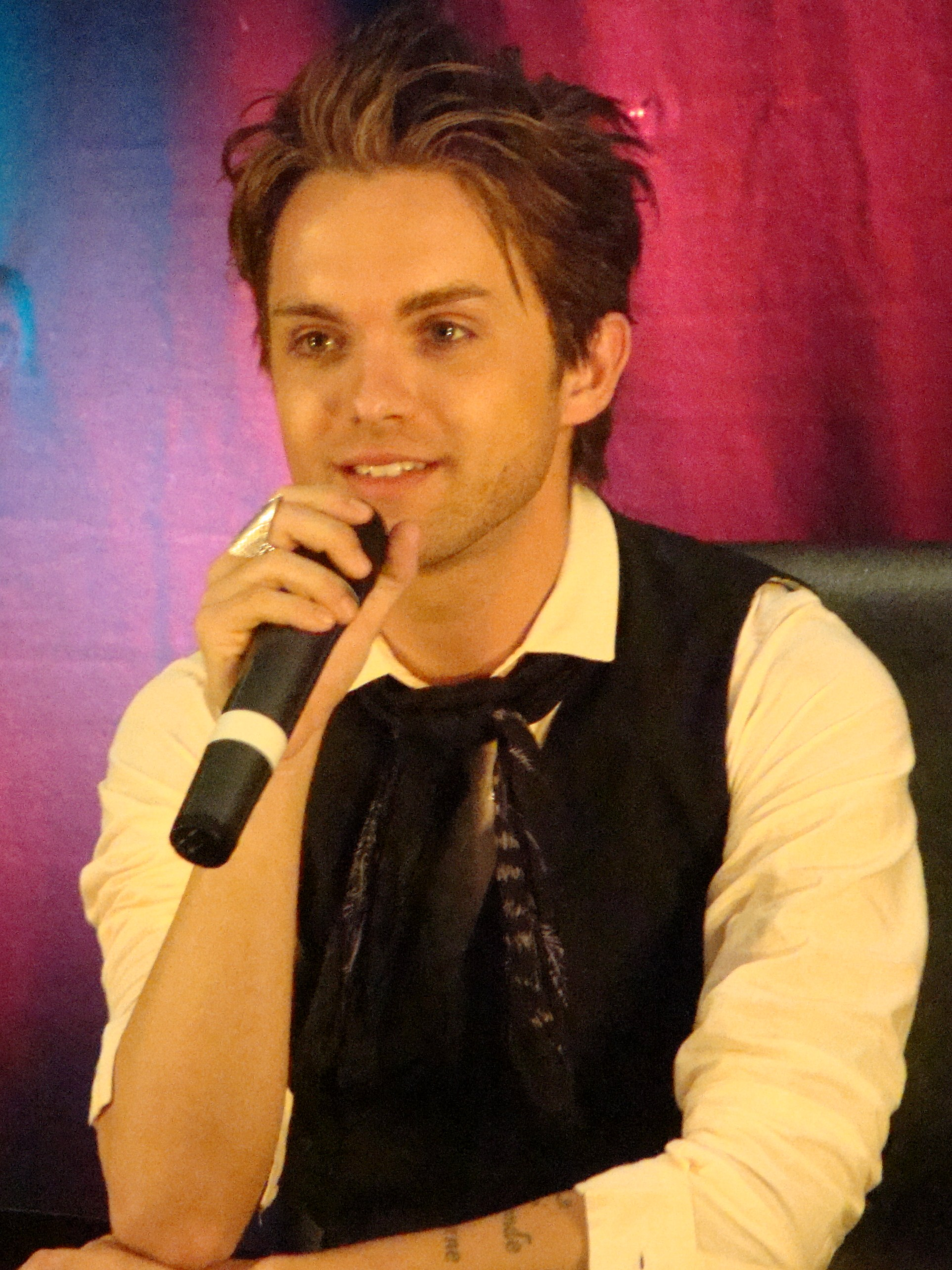
Thomas Dekker

- Bryan Callen
- Laraine Newman

### Présentation des personnages principaux
Révérend Eric Camden : Eric est le pasteur de la ville de Glenoak. Il est le mari d'Annie Camden et père de 7 enfants. Un de ses passe-temps est de jouer de la guitare, il a même appartenu à un groupe de rock étant plus jeune. Eric a également eu des problèmes de santé, notamment au niveau du cœur. Ses parents l'ont élevé très durement ; de ce fait, il ne s'entend pas très bien avec son père au début de la série, celui-ci n'a en effet jamais accepté que son fils ne suive pas une carrière militaire comme lui. Eric aime également se mêler des affaires des autres, surtout des affaires de cœur de ses enfants. Il parvient toujours à régler les conflits calmement. De plus, son grand cœur le fait recueillir plusieurs personnes dans sa demeure, adolescents à problèmes, sans abris...
Annie Camden (née Jackson) : Annie est la femme du révérend Eric Camden, mère de 7 enfants et femme au foyer. Elle passe ses journées à s'occuper de sa famille mais trouve toujours le temps de passer du temps seul à seul avec son mari. Elle pense comme lui que toute bêtise mérite une punition, ce qui peut parfois la rendre sévère. Elle est néanmoins très sensible et a vite les larmes aux yeux lorsque l'un de ses enfants la rend fière. Elle ne cache jamais rien à son mari et ne supporte pas qu'on lui mente. Elle est aussi parfois exaspérée que personne ne se rende compte de l'importance des tâches qu'elle fait à la maison, malgré cela, elle aime ce qu'elle fait et elle peut s'adonner à certaines activités qu'elle affectionne comme la menuiserie et la plomberie. Annie a également repris ses études à un moment, elle a enseigné comme professeur dans l'école de sa fille Rosie avant de se rendre compte qu'elle préférait les enfants individuellement. Annie a également perdu ses deux parents, sa mère d'une leucémie dans la saison 1 et son père de la maladie d’Alzheimer dans la saison 8.
Matt Camden : Matt est le frère ainé de la famille Camden. Au début de la série, il désespère de trouver une petite amie sérieuse. Il rencontre par la suite Shana et Heather, entre lesquelles son cœur balancera pendant un moment, Matt se mettant avec l'une puis avec l'autre. Matt aura du mal à trouver sa voie, il commencera par avoir un travail sérieux à la cantine de l'hôpital (ses derniers jobs ne s'étant pas révélés concluants) et s'installera en colocation avec son meilleur ami John. Lorsque celui-ci se met en couple, Matt retourne vivre chez ses parents. Matt trouvera finalement sa voie et décidera de devenir médecin en payant lui-même ses études grâce à son travail à la cantine de l'hôpital. Matt prend son devoir de grand frère très à cœur, il est très protecteur envers ses frères et sœurs (parfois beaucoup trop) et prend parfois part aux décisions les concernant. Il les aide beaucoup, parfois en les couvrant et parfois en les sermonnant. Matt finira par se marier avec Sarah, jeune médecin de religion juive (ce qui provoquera des tensions entre les deux familles). Ils se marieront une première fois sans le dire à leurs familles respectives sauf à Rosie, qui aura la lourde tâche de ne rien révéler. Matt se convertira au judaïsme et leur mariage sera célébré lors d'une cérémonie judéo-protestante par leurs pères respectifs (rabbin et pasteur). Ils partent ensuite à New York pour poursuivre leurs études. Ils auront quelques disputes en se rendant compte qu'ils ne peuvent pas travailler et vivre ensemble. Ils se sépareront pendant quelque temps mais se remettront ensemble, finiront leurs études de médecine et attendent des jumeaux à la fin de la saison 10 qui seront nés pour la saison 11.
Simon Camden : Simon est, au début de la série, un garçon très sage qui vient souvent en aide aux autres, les conseillant ou leur prêtant parfois de l'argent (il sera plus tard appelé la "Banque Simon"). Alors qu'il grandit, Simon rencontre Deena, sa première petite amie à qui il restera très attaché même après leur rupture. Juste avant la naissance des jumeaux, Simon souhaite que ce soient des garçons pour qu'il ne soit pas en minorité. Lorsqu'il arrive au lycée, il trouve que son côté sage est trop marqué et il décide donc de devenir "cool" en changeant de coupe de cheveux et se perçant l'oreille. Simon rencontrera par la suite Sasha, avec qui il voudra avoir des relations sexuelles mais décidera d'attendre. Il en sera de même avec Cécilia, une de ses petites amies avec laquelle il aura une longue histoire. Il aura également quelques mésaventures avec les voitures qu'il conduit, une fois avec son grand-père et une autre fois en percutant un garçon. À la suite de cet accident, le frère de ce dernier voudra se venger de Simon. Celui-ci finira par partir de Glenoak en obtenant une dérogation pour ne pas faire son année de terminale et pour entrer directement en fac. Il reviendra faire sa deuxième année plus près de chez lui. On apprend plus tard que Simon a eu des relations non protégées et qu'il pense avoir contracté une maladie, mais les tests se révéleront négatifs. Son père le sermonnera beaucoup sur cette conduite. À la suite de cela, Simon rencontre Rose, dont il tombe amoureux. La jeune femme souhaite cependant avoir des relations avec le jeune homme, ce qu'il refusera à cause de son passé et lui apprend qu'ils ne pourront avoir de relations avant d'être mariés. Rose le poussera donc au mariage. Celle-ci se rendra finalement compte qu'elle est toujours amoureuse de son ex le jour de son mariage (dernier épisode de la saison 10) et le mariage est donc annulé. Simon aura quelques mauvaises fréquentations mais finira toujours par se rendre compte de ses erreurs. Lorsqu'il est plus jeune, Simon passe beaucoup de temps avec sa sœur Rosie, dormant un moment dans la même chambre. Lorsqu'il est adolescent, Simon aidera une jeune femme à accoucher en secret et confiera son bébé à l'hôpital. Il ne parlera de cet événement à personne sauf au sergent Michael. Son père sera tout de même fier de lui, même s'il ne connait pas la situation.
Mary Camden-Rivera : Mary est, au début de la série, la fierté de la famille : elle est gentille, généreuse et très bonne joueuse de basket. Lorsque le coach décide de supprimer l'équipe à cause de leurs notes de cours catastrophiques, Mary change complètement d'attitude et entre dans une très mauvaise passe, touchant presque le fond. En effet, après avoir saccagé le gymnase de l'école avec ses coéquipières, elle perd sa bourse d'études et effectue des travaux d'intérêt général. Elle y rencontre Robbie, avec qui elle aura une longue et tumultueuse histoire. Elle décide ensuite de ne pas aller à l'université, ce qui mettra en colère ses parents qui lui demanderont de payer un loyer pour rester à la maison. Elle commence à fréquenter de mauvaises personnes et se met à boire, elle accumulera ensuite des dettes qu'elle aura beaucoup de mal à rembourser et que ses frères et sœurs essaieront de couvrir. En somme, Mary n'en finira plus de mentir à sa famille. Ses parents finissent par prendre une solution radicale, ils décident de l'envoyer chez ses grands-parents paternels pour prendre un nouveau départ, elle vit très mal son départ et ne dit au revoir à personne. Mary mettra du temps à se rendre compte de ses erreurs et finit par vouloir rester chez ses grands-parents où elle décide de devenir pompier, perspective qu'elle abandonnera. Elle reviendra ensuite à la maison où ses frères et sœurs ne lui pardonneront pas si facilement ses erreurs. Wilson, un autre de ses grands amours, a failli l'épouser mais ils rompent lorsqu'il apprend que Mary l'a trompé avec Ben, un garçon rencontré à l'école de pompiers. Ben demandera ensuite Mary en mariage au milieu d'un aéroport, mais elle refusera et ils rompront. Elle devient ensuite hôtesse de l'air où elle rencontre un homme de l'âge de son père ; cette relation durera peu de temps du fait de la mésentente de son père avec son compagnon. Elle revient ensuite en annonçant qu'elle a épousé Carlos Rivera, un homme qu'elle a rencontré au début de la série, elle tombera ensuite enceinte et donnera naissance à un fils prénommé Charles Miguel Rivera. Elle ne souhaitait pas que sa famille vienne la voir pour l'accouchement, ce que ses parents feront tout de même. Carlos apprend par la suite à la famille que Mary est partie en laissant la garde de son fils à Carlos. Cette nouvelle bouleverse sa famille. Après la résolution du quiproquo à l'origine de la rupture, Mary revient et Carlos annonce à la fin de la saison 10 que Mary attend des jumelles qui seront nées pour la saison 11.
Lucy Camden-Kinkirk : Lucy est une personne très émotive qui a besoin de beaucoup d'affection. Au début de la série, elle entre dans sa phase d'adolescence et commencera à vouloir avoir un petit copain comme sa sœur aînée. Elle sera par la suite pom-pom girl, activité qu'elle abandonnera finalement. Ayant atteint l'âge des relations amoureuses, elle enchaînera les conquêtes telles que Jimmy Moon, Rod, Jordan, Robbie, un des frères de Robbie puis Jérémy qui sera une relation assez stable puisqu'ils seront fiancés. Ils finiront tout de même par se séparer. Elle n'aura cependant aucune mauvaise fréquentation. Elle rencontre ensuite Kévin Kinkirk, un policier, dans un aéroport en compagnie de sa sœur Mary. Il la demande en fiançailles le soir de la Saint Valentin devant toute sa famille et demande sa main au père de Lucy lorsque celui-ci est à l'hôpital. Lucy aura entretemps été très jalouse de Roxanne, la coéquipière de Kévin, avec qui elle s'entendra finalement très bien. Lucy, contrairement à Mary, aime ses études de théologie et souhaite devenir pasteur comme son père ; elle obtient son diplôme alors qu'elle est enceinte, et son entourage organise la remise des diplômes dans le jardin familiale car Lucy a l'interdiction de bouger après l'accident qui a failli coûter la vie à son bébé. Elle accouche dans l'ascenseur d'un centre commercial en compagnie de Kévin, de Matt et de secouristes, d'une fille prénommée Savannah, nom du lieu où ils ont passé leur lune de miel. La petite famille reste quelque temps chez les parents de Lucy, car celle-ci n'est pas prête à en partir, puis ils emménageront dans une maison non loin de celle des Camden. Lucy devient pasteur et se voit confier un programme d'aide pour adolescentes enceintes alors qu'elle attend son deuxième enfant. On apprend à la fin de la saison 10 que Lucie attend des jumeaux comme Sarah et Mary ; elle perd ses bébés durant l'été avant la saison 11 et en voudra à tout le monde, refusant de retomber enceinte. Elle changera d'avis à la fin de la série. Lucy est une sœur attentionnée et une jeune femme volontaire, pleine de bonnes intentions, toujours prête à aider les autres. Pendant son adolescence, elle fera partie d'une association qui construit des abris pour les plus démunis, démontrant son aptitude pour le bricolage. Elle construira d'ailleurs une petite maison pour sa sœur Rosie. Elle protestera également dans la rue contre la violence. Après la naissance des jumeaux, Lucy devient plus mature et aide souvent ses parents à s'occuper des plus jeunes et en participant aux tâches ménagères.
Rosie Camden (Ruthie dans la version originale) : Rosie est pendant longtemps la petite dernière de la famille ; elle est très maligne et sait être très mignonne lorsqu'il le faut. Son activité favorite est d'écouter aux portes ou dans les escaliers les conversations des autres. Rosie est très intelligente et changera d'école pour l'école privée Éléonore Roosevelt où elle peut monter à cheval. Elle finira par la quitter, avec certains de ses professeurs, lorsque la direction de l'école fait preuve de racisme envers une jeune fille de religion islamique. Son premier petit ami est Jake Davis ; elle sortira ensuite avec Peter, mais cette relation sera plus amicale qu'amoureuse. Elle deviendra jalouse des jumeaux à leur naissance, inventant par la suite un stratagème pour qu'ils l'appellent maman au lieu de leur vraie maman, Annie. Rosie tombera aussi amoureuse de Robbie lorsque celui-ci vient vivre chez eux. Rosie commence à grandir et s'oppose de plus en plus à ses parents qui ne se rendent pas compte qu'elle change. Elle demande de l'aide à Lucy dans certaines situations. Lorsque Matt et Sarah se marient la première fois en secret, elle est la seule à le savoir et aura beaucoup de pression des deux côtés, ceux qui veulent savoir et ceux qui ne veulent pas que ça se sache. Au lycée, Rosie sortira avec Harry, Vincent et finira par tomber vraiment amoureuse de Martin. Ils ne sortiront jamais ensemble, parce que Martin ne ressent pas tout à fait la même chose et qu'il mettra enceinte son ancienne petite amie. Rosie partira pour un séjour linguistique en Écosse où elle y rencontrera un garçon. Lorsqu'elle apprend que son père est malade, elle refuse au début de rentrer mais ses parents viennent la voir et elle rentre à Glenoak. Après son retour, elle rencontre T-Bone, avec qui elle finira par sortir (ils se tatoueront leurs prénoms, sur la cheville pour lui et dans le bas du dos pour elle). Ils se sépareront pour ensuite se remettre en ensemble à la fin de la série. Rosie, comme beaucoup des membres de sa famille, est généreuse : elle viendra en aide à de nombreux amis, par exemple en apportant à manger à une fille de son école qui n'en a pas les moyens.
Samuel et David Camden : les jumeaux sont nés le jour de la Saint-Valentin et sont les derniers enfants d'Eric et d'Annie. Très sages étant petits et ne criant presque jamais, ils feront vite des bêtises dès qu'ils ne sont plus surveillés. Alors qu'ils grandissent, ils commencent à donner leurs opinions et à révéler les secrets qu'on leur a confiés. Ils en voudront à leur mère, car ils pensent qu'elle fait fuir leurs frères et sœurs de la maison, alors qu'ils sont juste en âge d'avoir leur propre maison. Ils commenceront également à se disputer.
Savannah Kinkirk : Savannah est la fille de Lucy et Kevin. Elle est née dans un ascenseur lorsque Lucy avait été faire des courses pour acheter des vêtements, car elle pensait que personne ne lui avait rien offert.

### Présentation des personnages secondaires
Robbie Palmer : Robbie connaît la famille Camden par l'intermédiaire de Mary. Les deux se rencontrent lors de travaux d'intérêts généraux et s'aiment très rapidement. Il n'est pas très fréquentable au début et abusera de la naïveté de Mary pour avoir des rapports sexuels avec elle le soir de la Saint-Valentin ; ils se sépareront une première fois à la suite de cela. Robbie sera ensuite à la rue et sera recueilli par Eric Camden chez lui, ce qui ne sera pas du tout du goût d'Annie. Il s'attache finalement beaucoup à la famille et habitera avec eux pendant un moment. Il aura quelques rivalités avec Matt, sortira peu de temps avec Lucy, sera le grand ami de Rosie et finira par avoir l'amour de mère d'Annie Camden. Il se remettra avec Mary à distance, alors qu'elle est à Buffalow mais il finit par se rendre compte qu'il ne l'aime plus et qu'il la considère comme une sœur, ce que Mary n'acceptera pas au début. Il rencontre ensuite Joy, dont il tombera amoureux. Il part ensuite en Floride pour s'occuper de sa mère.
John Hamilton : il est le fils du révérend Hamilton et le meilleur ami de Matt Camden. Il a deux sœurs, Keesha (amie de Mary et Lucy) et Lynn (camarade de classe de Rosie au début de leur scolarité) et un frère, Nigel (meilleur ami de Simon au début de la série). Lorsque l'église de son père est brûlée, sa famille vient emménager quelque temps chez les Camden. C'est là que les enfants des deux couples se rencontrent et que John et Matt, qui ne s'appréciaient pas, deviennent meilleurs amis. Ils loueront par la suite un appartement ensemble ; celui-ci sera souvent en désordre et le frigo vide la plupart du temps. John rencontre ensuite Priscilla, avec qui il se mariera et qui emménagera dans l'appartement à la place de Matt.
Shana Sullivan : elle sera pendant un moment la petite amie de Matt avant qu'elle ne déménage à New York pour ses études de médecine. Elle a un frère violent et des problèmes avec son père. Shana aura du mal à accepter la relation ambiguë que Matt a avec Heather, en particulier lorsqu'il annule le mariage de cette dernière pour l'emmener avec lui. Il s'agissait cependant de sauver Heather de la malhonnêteté de son futur mari, Shana lui pardonnera son geste.
Ben Kinkirk : Ben est un jeune homme de Buffalo qui rencontre Mary alors qu'ils suivent tous les deux leur formation de pompier. Ils s'embrassent peu de temps après, alors que Mary est encore avec Wilson. Celui-ci la quitte et Ben et Mary se mettent ensemble. Il la demandera plus tard en mariage dans l'aéroport devant tout le monde ; Mary lui répondra non, mettant fin à leur histoire. Ben se remettra ensuite avec son ex petite amie. Lorsque sa mère les surprend au lit ensemble, il décide de prendre un appartement à Buffalo pour avoir plus d'intimité. Il sortira ensuite avec une fille accro aux cigarettes et qui finira par mettre le feu à sa maison où les affaires de Ben étaient ; ils séparent à la suite de cette affaire. Ben aura également souvent l'occasion de venir chez les Camden car son frère, Kévin, est amoureux de la sœur de Mary, Lucy. De plus, la famille Camden l'apprécie. Il tombera ensuite amoureux de la gynécologue de Lucy ; ils sortiront ensemble mais elle finira par se remettre avec son ex. Ben viendra également voir sa nièce après sa naissance sans être invité, ce qui ne plaira pas à son frère Kévin, qui souhaitait que leur mère la voit en premier.
Kévin Kinkirk : Kévin est un policier de Buffalo et le frère de Ben. Il rencontre Lucy dans un aéroport alors que celle-ci vient de se faire confisquer un de ses sacs. Ils se plaisent tout de suite ; Lucy ne sait cependant pas que Kévin est le frère de Ben, qui sort actuellement avec sa sœur Mary. Kévin demande par la suite son affectation à Glen Oak pour se rapprocher de Lucy ; il emménagera dans le grenier du garage des Camden. Il travaille désormais sous les ordres du sergent Michaels et a comme coéquipière, Roxanne, avec qui il s'entend parfaitement bien, ce qui n'est pas du tout du goût de Lucy, qui deviendra extrêmement jalouse. Kévin se verra pressé par Lucy de la demander en mariage, ce qu'il fera par surprise le soir de la Saint-Valentin, devant toute la famille Camden. Il demandera officiellement la main de Lucy à Eric, à l'hôpital, alors que celui-ci se remet de son opération. La cérémonie s'annonce catastrophique à cause d'une tempête qui empêche une bonne partie des invités de venir. Il se déroule finalement très bien et les jeunes mariés continuent d'habiter dans le garage. Lorsque Kévin apprend que Lucy est enceinte, il s'évanouit, mais il est par la suite très heureux d'être bientôt père. Pendant la grossesse, il devra subir la mauvaise humeur de Lucy tout en essayant de la rendre heureuse, ce qui sera encore plus difficile après l'accident de Lucy, l'obligeant à rester allongée. Il achète en secret une maison pour sa future famille. Il assiste et participe à la naissance de sa fille Savannah, dans l'ascenseur du centre commercial. Plus tard, il abandonne son poste de policier pour devenir père au foyer ; il insistera également pour que Lucy retombe enceinte rapidement, ce qu'elle refusera. Lorsque Lucy perd ses jumeaux pendant l'été avant la saison 11, elle l'en tiendra presque entièrement responsable. La situation finira par s'arranger.
Cécilia Smith : Cécilia est au lycée avec Simon et le payera pour qu'il sorte avec elle. Simon fait ensuite payer une autre fille pour sortir avec lui et Cécilia révélera ce petit business à Eric Camden. Simon lui en voudra mais ils resteront amis. Simon finit par tomber amoureux d'elle et ils sortent ensemble ; ils décident également qu'ils sont assez mûrs pour avoir des relations sexuelles, mais le père de Cécilia est en colère et refuse que Simon revoit sa fille. Il changera ensuite d'avis, car d'autres auraient pu faire bien pire, mais à condition que Simon n'ait plus cette idée de vouloir coucher avec sa fille. Cécilia n'apprécie pas que son père se mêle de ses affaires et préfère garder ses distances avec Simon. Ils se remettent ensuite ensemble. Elle l'aidera de son mieux à la suite de son accident de voiture. Cécilia sortira ensuite avec Martin mais doute de ses sentiments lorsque Simon revient en ville.

## Production
Bien que produit à l'origine pour Fox en 1996, la série a été diffusée sur The WB. Il a été produit par Spelling Television et distribué pour syndication par CBS Television Distribution. Ses producteurs, y compris Aaron Spelling, considéraient que c'était un visionnement familial sain, incorporant des messages d'intérêt public dans la série. La dernière saison de 7 à la maison a été diffusée lors de la saison inaugurale de The CW. elle a terminé la production sur le dernier épisode le 8 mars 2007, environ un mois avant que la plupart des émissions ne filment leurs derniers épisodes de la saison. Cela était dû en grande partie au fait qu'après dix ans de collaboration, les acteurs, les producteurs et l'équipe avaient ramené la production à un rythme régulier, réduisant les coûts à plusieurs reprises et régulièrement bien en deçà du budget. Cela a abouti à des épisodes de tournage de la série en moins de temps au cours des dernières saisons.

### Renouvellement 2006
Après de longues délibérations au sein du réseau WB aujourd'hui disparu, il a été rendu public en novembre 2005 que la dixième saison serait la dernière saison du programme en raison des coûts élevés, qui se sont révélés être dus à un accord de licence mal négocié par le réseau WB quelques années plus tôt. L'avenir du programme était en jeu et c'était entièrement entre les mains du réseau CW nouvellement établi s'il fallait le renouveler pour une onzième course saisonnière.
En mars 2006, le casting principal des personnages a été approché sur la possibilité de revenir pour une onzième saison. Après un examen plus approfondi par le réseau CW, il a été décidé trois jours après la diffusion de sa "finale de la série", que la série serait repris pour une onzième saison, qui serait diffusée sur leur réseau dans le créneau du lundi soir qui avait aidé le rendre célèbre. À l'origine, l'émission a été renouvelée pour treize épisodes, mais le 18 septembre 2006, le renouvellement a été étendu à vingt-deux épisodes complets.
Parallèlement au renouvellement inattendu et de dernière minute de la série, des changements ont été apportés. Le budget déjà bas de l'émission a été modérément réduit, forçant des coupes dans les salaires de certains membres de la distribution et des horaires d'enregistrement raccourcis (sept jours par épisode au lieu des huit habituels). David Gallagher, qui jouait Simon, a choisi de ne pas revenir comme un habitué. De plus, Mackenzie Rosman, qui jouait la plus jeune fille Ruthie, ne figurait pas dans les six premiers épisodes. Catherine Hicks a raté trois épisodes de la saison 11, comme une autre mesure de réduction des coûts. De plus, George Stults était absent pendant quelques épisodes au début de la saison 11. De plus, après avoir diffusé les lundis soir à 8 / 7c pendant dix saisons, plus les deux premiers épisodes de la saison 11, la CW a déplacé de manière inattendue au dimanche soir comme du 15 octobre 2006. L'échange de programmation dimanche / lundi a été attribué à des cotes médiocres des spectacles les deux soirs. Alors que la série s'est amélioré en nombre par rapport à la précédente programmation du dimanche soir de la CW, il n'a jamais tout à fait repris son élan du lundi soir.

## Accueil

### Réception critique
Le Conseil de la télévision des parents a souvent cité 7 à la maison parmi les dix séries les plus adaptées aux familles. L'émission a été louée pour sa représentation positive d'un clerc et pour la promotion de l'honnêteté, du respect de l'autorité parentale et de l'importance d'une famille forte et d'une bonne éducation à travers ses intrigues. Elle a été proclamée meilleure émission en 1998-1999 par le Parents Television Council. Le conseil a également expliqué que "7 à la maison parvient à fournir des solutions morales aux problèmes difficiles auxquels sont confrontés les adolescents sans paraître prêcheurs ou autoritaires. De plus, contrairement à la plupart des séries télévisées, 7 à la maison montre les conséquences d'un comportement imprudent et irresponsable." C'était aussi le cas. a noté que «tout en abordant des sujets tels que les relations sexuelles prénuptiales et la pression des pairs, ces parents [Annie et Eric] sont désireux de fournir des conseils avisés ainsi que de l'amour et de la compréhension.»
Cependant, d'autres critiques pensent différemment de la série, citant 7 à la maison comme "sans doute l'une des pires émissions de longue durée à la télévision". Les raisons invoquées comprennent la moralisation sévère, la propagande chrétienne et la représentation d'une caricature d'une vraie famille, qui est "si propre qu'elle est obscène".
Certains critiquent les intrigues prévisibles de chaque épisode, qui suivent toujours le même schéma: "Un membre de la famille Camden a un problème et / ou un secret; une sorte de malentendu" Three's Company "découle de ce problème et / ou secret; une confrontation et / ou une intervention a lieu, impliquant généralement un minisermon de l'un des parents de Camden; et quiconque se tient au centre du drame finit par trouver comment «faire la bonne chose». En plus de cela, des scénarios invraisemblables sont considérés comme régulièrement inclus, comme l'absence de la fille Mary de la série pendant plusieurs saisons étant à peine expliquée avec le personnage occupé, capricieux ou à New York.
Selon un critique, «la sarcasme et la sainteté des personnages rendaient souvent les leçons de morale impossibles à avaler». En outre, on dit que l'émission montre une obsession pour les relations sexuelles avant le mariage. À cet égard, les parents et le fils aîné Matt dépeignent parfois un sentiment de propriété de la sexualité de leurs filles (sœurs respectives) Lucy et Mary, en menaçant les intérêts romantiques potentiels ou en négociant les droits romantiques de leurs filles.

### Notations américaines
7 à la maison était la série télévisée la plus regardée de tous les temps sur la WB. Il détient le record de l'heure la plus regardée avec 12,5 millions de téléspectateurs, le 8 février 1999; 19 des 20 heures les plus regardées de la WB provenaient de la série. Le 8 mai 2006, il a été regardé par 7,56 millions de téléspectateurs, la cote la plus élevée de la WB depuis janvier 2005. Lorsque l'émission est passée à la CW, les cotes ont chuté. Les raisons possibles de ce déclin comprennent une campagne publicitaire diffusée "Countdown to Goodbye" pour les six derniers mois de la saison 2005-2006, qui en a fait la dernière saison; Bien que la CW ait annoncé le renouvellement inattendu de la série, elle n'a pas fait la promotion de la nouvelle saison via des panneaux d'affichage, des arrêts de bus, des magazines ou des promotions à l'antenne. Enfin, le réseau a déplacé 7th Heaven de son emplacement de longue date du lundi soir au dimanche soir, ce qui a entraîné une baisse supplémentaire des cotes. La série avait une moyenne de saison de seulement 3,3 millions sur le nouveau réseau, perdant 36% de l'audience de l'année précédente. C'était la troisième émission scénarisée la plus regardée sur la CW. Dans l'ensemble, c'était la septième émission la plus regardée.

## Distinctions
ASCAP Film and Television Music Awards
- 2000 : Meilleure série TV
- 2001 : Meilleure série TV Family Television Awards
- 1999 : Meilleure série dramatique
- 2002 : Meilleure série dramatique Young Star Awards
- 1998 : Meilleure performance dans une série dramatique (David Gallagher) Young Artist Awards
- 1997 : Meilleure série dramatique
- 1997 : Meilleure performance dans une série dramatique (Beverley Mitchell)
- 1998 : Meilleure série dramatique
- 1998 : Meilleure performance dans une série dramatique (Beverley Mitchell)
- 2000 : Meilleure performance dans une série dramatique (Beverley Mitchell)
- 2004 : Meilleure performance dans une série dramatique (Mackenzie Rosman) Teen Choice Awards
- 2002 : "TV Choice Drama/Action Adventure"
- 2002 : "TV Choice Actor in Drama" (Barry Watson)
- 2003 : "TV Choice Drama/Action Adventure"
- 2003 : "TV Choice Actor in Drama/Action Adventure" (David Gallagher)
- 2003 : "TV Choice Breakout Star – Male" (George Stults)

## Commentaires
- La chaîne M6 a d'abord acheté la série sous le titre Une famille à toute épreuve mais ne l'a jamais diffusée. Ce titre sera utilisé lors de la diffusion de la série en Suisse.[réf. nécessaire]

- Jessica Biel a posé nue afin de changer son image de fille de bonne famille et d'être ainsi exclue de la série. Mais les producteurs n'ont pas cédé et ont conservé l'actrice au sein de la série. Dans la cinquième saison, son personnage passe dans une phase rebelle. Pour permettre à l'actrice de quitter la série, Mary est envoyée chez ses grands-parents. Au cours de la saison six, Mary est de retour au domicile familial, mais les différends entre l'actrice et les producteurs conduisent Mary à quitter la maison à temps plein et à devenir hôtesse de l'air. L'actrice fera par la suite quelques apparitions, afin que les téléspectateurs puissent continuer à suivre l'évolution du personnage.

- Aaron Spelling avait d'abord proposé la série à la FOX en 1996, mais elle sera diffusée sur The WB.

- Lors des saisons 8 à 10, David Gallagher est régulièrement absent, de même pour Jessica Biel lors de la saison 5.

- Plusieurs épisodes resteront inédits en France, comme Le soldat connu (6.20), Notre histoire (8.05), Chant d'amour (9.15), Retour à la maison (11.09), Sauvez le Darfour (11.12). La série sera d'ailleurs souvent diffusée dans le désordre - surtout la neuvième et la dixième saison - dont la chaîne mélangera les saisons [4]. D'ailleurs, l'épisode Guerre d'opinions (8.14), longtemps resté inédit, sera diffusé en 2007[5].

- La série a été annulée après dix saisons, avant que la nouvelle chaîne The CW décide de la renouveler pour une onzième saison.